# Editors
Editors (МФА: [ɛdɪtəz], с англ. — «Редакторы») — британская рок-группа из Бирмингема, сформированная в 2002 году.
Дискография группы насчитывает 6 студийных пластинок, две из которых стали платиновыми, с общим тиражом в несколько миллионов копий. Дебютный альбом The Back Room, представленный в 2005 году, был номинирован на Mercury Prize.
Следующий альбом An End Has a Start достиг наивысшей позиции в британском чарте в июне 2007 года, а группа получила номинацию на Brit Awards в категории «Лучшая британская группа». Третий альбом In This Light and on This Evening группа презентовала в октябре 2009 года и пластинка сразу возглавила британский чарт. Ещё три альбома — The Weight of Your Love, In Dream и Violence — коллектив представил в июне 2013 года, октябре 2015 года и марте 2018 года соответственно.
Наряду с положительными оценками критиков и коммерческим успехом, Editors постоянно играют аншлаговые концерты в турне и выступают хедлайнерами различных музыкальных фестивалей. Их фирменное звучание часто сравнивают с работами таких групп как Echo & the Bunnymen, Joy Division, Interpol, The Chameleons и U2.

## История группы

### Формирование (2002—2004)
Участники группы познакомились во время учёбы в Стаффордширском университете, однако проживали и начинали играть в Бирмингеме. Том Смит во время интервью в 2005 году отметил:

Бирмингем очень важен для нас. Там мы жили в период формирования группы, давали первые концерты и получили предложение записи. Несмотря на то, что только один из нас провёл там детство, Бирмингем стал родным домом для группы.
Оригинальный текст (англ.)Birmingham is very important. Looking back further it was where we all lived together in the early years, played all those flapper and jug of ale shows, and then got our record deal. We've always said although only one of us was brought up there, Birmingham was the band's home.
В начале существования группа называлась Pilot и первый концерт в 2002 году музыканты сыграли именно под таким названием. Для продвижения музыканты расклеили сотни наклеек на стенах Стаффорда с вопросом «Кто такой Pilot?». Хотя, как оказалось, группа с таким названием уже существовала, поэтому музыканты сменили название на The Pride. Именно под названием The Pride были представлены композиции «Come Share the View» и «Forest Fire». Музыканты загрузили песни в интернет и сделали их доступными на сайте BBC Radio 1 Onemusic Unsigned.
В это время Эд Лей заменяет Джерейнта Оуэна на ударных, поскольку тот начинает фокусировать свое внимание на собственной группе The Heights. В таком составе музыканты снова меняют название на Snowfield. Дебютный концерт с новым названием группа отыграла в марте 2003 году по приглашению журнала «Fused Magazine». Летом 2003 года группа представила демозапись мини-альбома из 6 композиций, каждая из которых в будущем стала композицией Editors. После завершения колледжа осенью 2003 года музыканты переехали на постоянное место жительства в Бирмингем.
В течение следующего года музыканты частично работали, параллельно занимаясь деятельностью в группе. Благодаря постоянным концертам в регионе Мидлендс их имена стали известны широкой общественности. Группа представила демозапись композиции «Bullets», привлекшую к ним внимание со стороны британских лейблов. В октябре 2004 года был подписан контракт с лейблом Kitchenware Records. Именно во время работы над контрактом музыканты сменили название группы на Editors.

### The Back Room (2005—2006)
24 января 2005 Editors представили дебютный сингл «Bullets», записанный с продюсером Гэвином Монэгэном и изданный ограниченным тиражом в 1000 копий на Kitchenware Records. Композицию ещё до релиза можно было услышать на BBC Radio 1, где она получила титул «Сингл недели».
Релиз следующего сингла «Munich» в апреле того же года стал для музыкантов первой работой, которая попала в британский чарт. Группа проводит аншлаговое турне по Великобритании. В связи с растущей популярностью, Editors и Kitchenware подписывают эксклюзивный контракт с Sony BMG. Сингл «Blood», который был представлен через 2 месяца, достиг 18 позиции в UK Singles Chart в течение первой недели с 5 286 проданными копиями. 25 июля 2005 группа представила дебютную пластинку The Back Room, которая получила всеобщее одобрение и коммерческий успех. В течение первой недели альбом поднялся до 13 позиции в британском чарте с 17 627 проданными копиями.
Editors переиздали «Munich» в январе 2006 года, продав на полторы тысячи копий больше чем за прошлое издание. Этот сингл стал первым в дискографии группы, который достиг Top 10 и попал в программу BBC «Top of the Pops». С этим релизом The Back Room также поднялся в чартах, достигнув 2 позиции в Британии. Дополнительно было продано 40 000 копий пластинки в течение недели после выпуска «Munich» (впоследствии этот альбом стал платиновым). В марте 2006 года альбом был представлен в США на лейбле The Fader (35 000 проданных копий в течение 20 недель). Группа получила приглашения выступить на влиятельных музыкальных фестивалях (таких как Coachella и Lollapalooza).
В конце марта Editors представили композицию «All Sparks» в Великобритании, которая достигла 21 позиции в чарте. После европейского турне группа переиздала ограниченным тиражом «Blood». Практически сразу после этого продажи пластинки The Back Room достигли отметки в 1 000 000 копий по всему миру. Альбом был номинирован на Mercury Prize. После выступлений на музыкальных фестивалях по всей Европе группа начинает работу над своим следующим альбомом.

### An End Has a Start (2007—2008)
Editors записали свой второй студийный альбом An End Has a Start с продюсером Джекнифом Ли на студии Grouse Lodge (Ирландия). Запись пластинки началась в ноябре 2006 и длилась 2 месяца. Сразу после релиза 25 июня 2007 альбом возглавил британский чарт с 59 405 проданными копиями в течение первой недели. Перед выходом альбома группа представила сингл «Smokers Outside the Hospital Doors», который вошёл в Top 10 в Великобритании. Этот сингл стал самым высоким достижением группы за то время в чарте синглов (7 позиция).
После выпуска альбома Editors в течение нескольких недель выступали на музыкальных фестивалях (Glastonbury, Oxegen, Lowlands, Pukkelpop и др.), а также впервые провели сольные концерты в Австралии и Новой Зеландии. В сентябре группа презентовала сингл «An End Has a Start» в качестве заглавной композиции, релиз которого совпал с их турне по Северной Америке. Editors были приглашены сыграть вживую свои песни на американских телевизионных шоу (в частности на Jimmy Kimmel Live! и The Tonight Show с Джеем Лено).
По возвращении в Британию группа записала кавер на композицию Lullaby группы The Cure для сборника «Radio 1 Established 1967», представленного 1 октября 2007 года. В ноябре Editors презентовали «The Racing Rats», третий сингл альбома. Группа приняла участие в телепередаче Friday Night with Jonathan Ross, что помогло синглу достичь 26 позиции в британском чарте. Сингл также поднялся до 12 позиции в Нидерландах, что стало самым высоким показателем группы в то время за пределами Британии.
В течение первых двух месяцев 2008 года Editors отыграли 30 концертов тура по США и Канаде. В это время группа была номинирована на Brit Awards в категории «Лучшая британская группа». После этой номинации музыканты начали получать всё более положительные упоминания в СМИ. В частности, The Mail on Sunday назвало Editors второй лучшей британской группой 2000-х после Arctic Monkeys. Одно из выступлений турне по Северной Америке пришлось отменить, поскольку группа должна была вернуться в Лондон для участия в церемонии. Через месяц музыканты анонсировали композицию «Push Your Head Towards the Air» как четвёртый сингл с An End Has a Start. Этот релиз был представлен ограниченным изданием, из-за чего не смог попасть в чарты. После этого музыканты провели свой самый большой тур по Британии.
В июне был представлен сингл «Bones», доступный только для цифровой загрузки. Вскоре Editors впервые выступают на главной сцене фестиваля Glastonbury, а также дают 16 концертов во время турне группы R.E.M ., параллельно выступая на других фестивалях (в частности как хедлайнеры фестиваля Lowlands в августе 2008 года).

### In This Light and on This Evening (2009—2010)
По словам вокалиста Тома Смита стало известно, что новый альбом группы будет иметь несколько иное звучание. По состоянию на январь 2009 года музыканты написали около 18 новых песен для альбома. В октябре группа отправилась в студию для записи первых демо. Музыканты провели первую неделю апреля в звукозаписывающей студии, а 8 апреля представили короткое видео с информацией о ходе записи. Из него стало известно, что Марк Эллис станет продюсером альбома. Ранее в этом году было сказано, что пластинка будет иметь достаточно электрическое звучание. Как пример, группа часто использовала основную тему из Терминатора.
2 июня 2009 было представлено название нового альбома — In This Light and on This Evening, — а также то, что Editors будут первой группой, которая сыграет на новой O2 Academy в Бирмингеме. Эллис, известный своими совместными проектами с такими группами как U2, Depeche Mode, The Killers и Erasure, привнёс в звучание группы синтетические элементы, что отразилось на весьма посредственных оценках альбома от старых фанатов Editors.
Релиз альбома состоялся 12 октября 2009 года; пластинка сразу возглавила британский чарт. Вместе с альбомом был представлен сингл «Papillon», который возглавил чарт Бельгии и позже стал золотым в этой стране. После релиза синглов «You Do not Know Love», «Last Day» и «Eat Raw Meat = Blood Drool», которые получили посредственные результаты в чартах, было объявлено, что неизданная композиция «No Sound But the Wind» будет представлена в качестве саундтрека к фильму «Новолуние». Концертную запись этой песни Editors представили в континентальной Европе в сентябре 2010 года, и этот сингл повторил успех «Papillon», возглавив чарт Бельгии и получив там золотую сертификацию.
В ноябре 2010 года группа сообщила о том, что бокс-сет под названием Unedited с 3 альбомами, би-сайдами и ранее неизданными песнями, а также книгой с фотографиями, будет представлен в начале 2011 года. В бокс-сет вошла композиция «No Sound But The Wind», записанная группой в полном составе, демоверсии «Camera» и «These Streets Are Still Home To Me» и неизданная версия «The Weight of the World» под названием «Every Little Piece».

### The Weight of Your Love (2011—2014)
26 ноября 2010 Том Смит анонсировал начало работы над новым альбомом, продюсером которого вновь станет Марк Эллис. В октябре 2011 года Смит в эфире «Q Radio» обсуждал новую работу группы:

Альбом снова будет достаточно электронным по сравнению с нашими ранними работами… Это наша четвёртая пластинка и нам не хочется чувствовать, что мы делаем то же самое снова.

22 ноября 2011 Рассел Лич заявил, что 7 композиций уже готовы для записи и ещё больше идей «плавает вокруг», а сам альбом «будет готов в следующем году».
16 апреля 2012 стало известно, что Крис Урбанович покидает группу в связи с различиями мнений музыкантов о будущем направлении группы. После ухода Урбановича Editors отыграли свои первые концерты в новом составе 26 и 27 июня 2012 в родном Бирмингеме — к группе присоединились Джастин Локи и Элиотт Уильямс. 29 июня они сыграли сет на фестивале Main Square Festival во Франции, а 30 июня возглавили фестиваль Rock Werchter в Бельгии. На этих концертах музыканты представили новые версии композиций «Two Hearted Spider» и «The Sting», а также новые песни «Sugar» и «Nothing».
8 апреля 2013 Том Смит заявил, что запись альбома закончена, а 8 апреля стало известно название новой работы — The Weight of Your Love. Дебютным синглом альбома стала композиция «A Ton of Love», представленная 24 июня 2013, а собственно релиз альбома состоялся через 4 дня — 28 июня 2013 года.

### In Dream (2014—2017)
Осенью 2014 Том Смит подтвердил написание песен для нового альбома Editors. 20 апреля 2015 была представлена новая композиция «No Harm» для бесплатной загрузки, а 11 мая — официальное музыкальное видео к ней на YouTube канале группы. 18 июня Editors представили дебютный сингл альбома — «Marching Orders». Режиссёром музыкального видео к этой композиции стал Рахи Резвани (как и к «No Harm»).
15 июля 2015 группа анонсировала альбом In Dream. Это первый альбом коллектива, который содержит дуэты с другими музыкантами. Третий сингл и видео «Life is a Fear» группа представила на радио «Apple Music Beats1» 11 августа 2015 года, а 22 сентября — композицию «The Law», записанную дуэтом с Рейчел Госвелл из группы Slowdive.
Пятый студийный альбом In Dream Editors представили 2 октября 2015. В поддержку пластинки группа отправилась в турне с 42 концертами, сыгранными в течение октября — декабря в Великобритании, Ирландии и Европе. Группа также сыграла сеты на более чем 20 фестивалях, включая Glastonbury, Bråvalla, Rock Werchter.

### Violence (2017 —настоящее время)
В конце 2016 года стало известно, что Editors начали работу над своей шестой студийной пластинкой. На официальных ресурсах группы в социальных сетях размещались фото из студии, где шла работа над альбомом. 26 октября 2017 стало известно, что работа над пластинкой завершена. После записи большинства песен альбома группа начала сотрудничество с Бенджамином Джоном (известным как Blanck Mass), которое «вылилось» в форму довольно неожиданного смещения в звучании относительно оригинальных записей. В одном из интервью участники группы рассказали о деталях такого сотрудничества:

Одного из продюсеров зовут Бенджамин Джон Пауэр (известен как Blanck Mass). Ему мы отправили наши записи и попросили переделать их каким-либо образом на его вкус… В итоге он представил достаточно агрессивные изменения в программировании и настроении пластинки, которые мы могли применить в песнях так, как, по нашему мнению, это стоило сделать. Его работа была замечательной, хотя ему и не было известно, что мы хотим оставить или забрать, возможно потому, что вся сотрудничество было полностью удалённым и мы ни разу не встречались, и ни разу не оказывали ему указаний в каком направлении изменять песни.
Оригинальный текст (англ.)One [producer] is a guy called Benjamin John Power (aka Blanck Mass), whom we sent our recordings and asked to mangle in any direction he wanted... He came back with some really aggressive programming and powerful mood changes, which we could then incorporate into the songs as we saw fit. He was great as he wasn’t at all precious about what we wanted to keep in or chuck out, maybe partly because we were working completely remotely and never met, and we never gave him any constraints as to where he could take the song.

Дебютный сингл «Magazine» был представлен 15 января 2018 на «BBC Radio 2», а сингл «Hallelujah» («So Low») — 21 февраля 2018 на «BBC Radio 1». 9 марта 2018 состоялась официальная презентация пластинки под названием Violence.

## Музыкальный стиль
Собственное звучание несколько мрачной инди-гитарной рок-музыки группы формируется под влиянием как более старых, так и современных музыкальных коллективов. Editors заявляли о влиянии на свое творчество таких групп как: Echo & the Bunnymen, Joy Division, The Strokes, The Walkmen, Elbow и R.E.M.. Наибольшее влияние на музыкальный стиль группы совершили пластинки Asleep in the Back группы Elbow и Murmur группы R.E.M.. Несмотря на то, что медиа часто сравнивают звучание Editors с такими группами как Joy Division и Echo & the Bunnymen, сами музыканты отмечают, что упомянутые коллективы играли слишком давно, чтобы оказать значительное влияние на них. После появления на британской музыкальной сцене Editors часто сравнивали с американской инди группой Interpol.
Дебютный альбом The Back Room описывали как имеющий достаточно жёсткое и сырое звучание, что в итоге стало известно под названием «тёмное диско», данным журналом New Musical Express. Это звучание было создано с помощью синтезаторов, «цепляющих» гитарных риффов и простых, неоднозначных текстов. Следующая пластинка An End Has a Start показала прогресс группы в сторону более объёмного звучания, которое было создано при помощи добавления текстурированных слоёв к песням (например, добавление хора в композиции «Smokers Outside the Hospital Doors» или звуки игры в прятки в композиции «Spiders»).
Вокалист Том Смит анонсировал, что группа будет исследовать новое направление звучания в своём следующем альбоме, добиваясь нового, ещё более сырого звучания. Такая музыка была представлена в третьем альбоме In This Light and on This Evening использованием традиционных синтезаторов вместо гитар, которыми группа использовала в предыдущих работах. Продюсер альбома Марк Эллис также повысил важность «вибраций» в звучании, что сделало пластинку ещё более мрачной, чем предыдущие две работы, пытаясь в то же время достичь такого звука, как будто это было записано вживую.
Написанием текстов и аккордов занимается Том Смит, а полноценная запись песни Editors — это коллективное усилие. Написание песни начинается с записи Смитом пианино или акустической гитары, после чего эту запись направляется другим участникам группы, где уже после превращается в полноценную песню. Том отмечал, что он умышленно создаёт весьма неоднозначные тексты, а значит люди могут делать собственные выводы относительно их значений:

Для нас это очень интересно, если присутствует определённая темнота. Что бы это ни было. По текстов, если бы я пел о танцполы, веселее или более «розовые» Кстати, это не было бы настоящим для меня это не звучало настоящим для меня. Я не знаю почему так. Люди часто говорят «оу, ты пишешь эти печальные тексты, но ты не грустное лицо» — да, я не такой… Я не думаю, что вам стоит быть грустным человеком для того, чтобы писать грустные песни, у каждого есть тёмная сторона.
Оригинальный текст (англ.)To us, it's interesting if it has a darkness. Whatever that is. On the lyric side of things, if I was singing about dancefloors or happier or rosier things, it would not ring true for me. I do not know why that is. People quite often say, "oh, you write these sad lyrics but you're not a sad person '- and I'm not ... I do not think you need to be sad to write a sad song, everybody has a dark side.

## Участники группы

### Нынешний состав
- Том Смит — голос, основной вокал, автор, пианино, электропианино, гитара (2002—настоящее время)
- Джастин Локки — лидер-гитара (2012—настоящее время)
- Рассел Лич — бас-гитара, синтезатор, бэк-вокал (2002—настоящее время)
- Эллиотт Уиллиамс — клавишные, синтезатор, доп. гитара, бэк-вокал (2012—настоящее время)
- Бенджамин Джон Пауэр — клавишные, синтезатор, электроника (2022—настоящее время) (проект Blanck Mass)
- Эд Лэй — ударные, перкуссия, бэк-вокал (2003—настоящее время)

Бывшие участники
- Джерейнт Оуэн — ударные (2002—2003)
- Крис Урбанович — лидер-гитара (2002—2012)

Концертные участники
- Николас Уиллс — гитары, клавишные и синтезаторы (2014—настоящее время)

## Дискография

### Студийные альбомы
- The Back Room (2005)
- An End Has a Start (2007)
- In This Light and on This Evening (2009)
- The Weight of Your Love (2013)
- In Dream (2015)
- Violence (2018)
- EBM (2022)

### Сборник
- Black Gold (2019)